# Zengqi
Zengqi (kinesiska: 增期, 增期乡) är en socken i Kina. Den ligger i den autonoma regionen Tibet, i den sydvästra delen av landet, omkring 120 kilometer öster om regionhuvudstaden Lhasa. Antalet invånare är 4 339. Befolkningen består av 2 169 kvinnor och 2 170 män. Barn under 15 år utgör 23,0 %, vuxna 15-64 år 71 %, och äldre över 65 år 4,0 %.
Genomsnittlig årsnederbörd är 959 millimeter. Den regnigaste månaden är juli, med i genomsnitt 290 mm nederbörd, och den torraste är november, med 2 mm nederbörd.